# Aki Parviainen
Aki Uolevi Parviainen (* 26. října 1974, Helsinky) je bývalý finský atlet, jehož specializací byl hod oštěpem.
První úspěch zaznamenal v roce 1991 v Soluni na mistrovství Evropy juniorů, kde získal bronzovou medaili. O rok později se stal v jihokorejském Soulu juniorským mistrem světa. V roce 1999 na světovém šampionátu v Seville získal zlatou medaili (89,52 m). Na letních olympijských hrách v Sydney 2000 skončil na pátém místě (86,62 m). O rok později vybojoval stříbrnou medaili na mistrovství světa v Edmontonu, když jeho jediný platný pokus ve finále měřil 91,31 m. Mistrem světa se stal Jan Železný.

## Osobní rekord
Jeho osobní rekord ho řadí na druhé místo v historických tabulkách. Dál hodil v celé historii novým typem oštěpu několikrát jen český oštěpař Jan Železný.
- hod oštěpem (nový typ) - (93,09 m - 26. června 1999, Kuortane) - finský rekord